# 斯巴達考古博物館

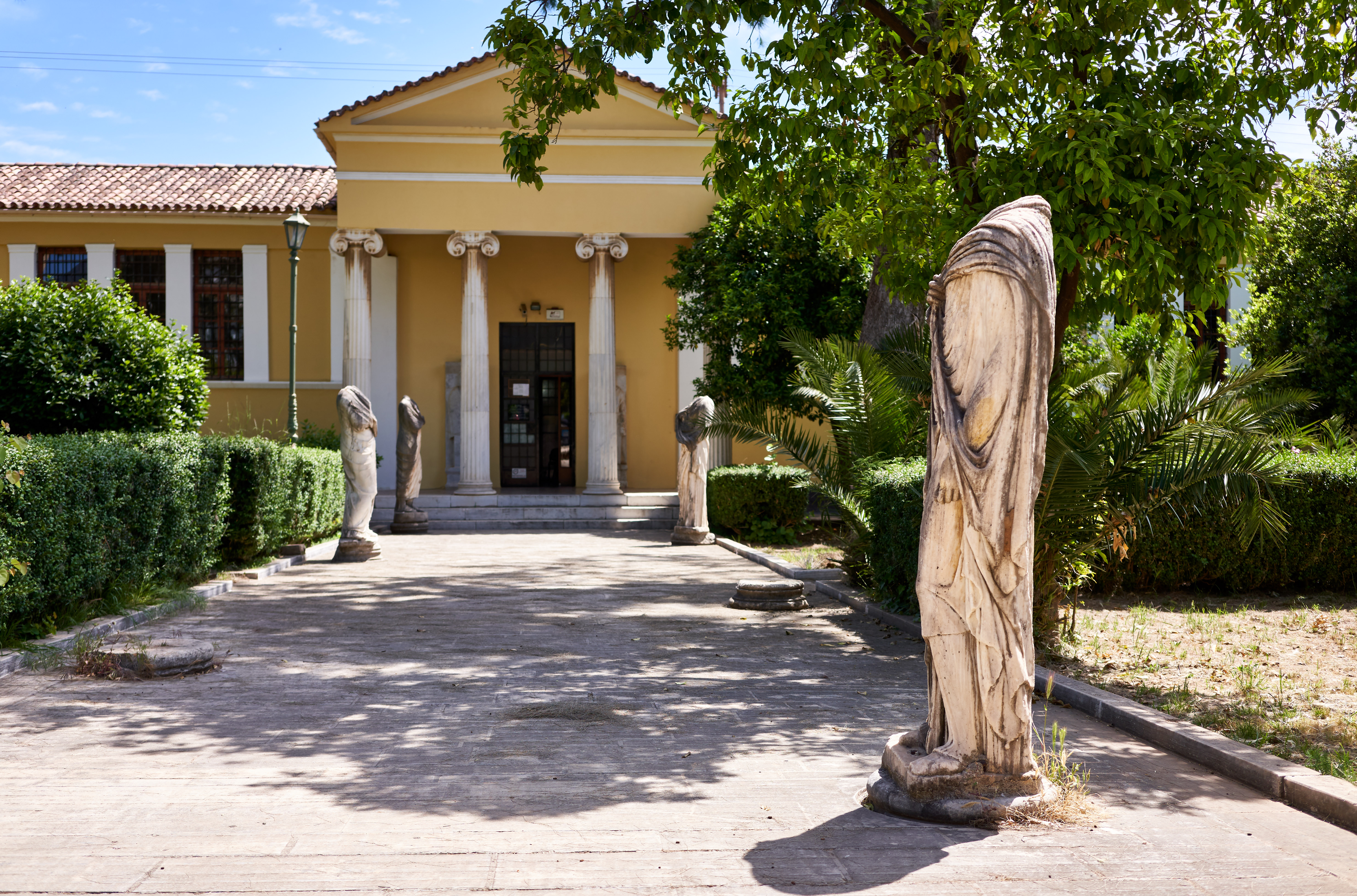
斯巴达考古博物馆

斯巴达考古博物馆（希臘語： Αρχαιολογικό Μουσείο Σπάρτης）成立于1875年，是希腊斯巴达地区的一座考古博物馆，收藏了来自古代斯巴达卫城和拉科尼亚其他地区的数千件文物。它是希腊历史最悠久的考古博物馆之一。
这个博物馆的收藏包含了从新石器时代至罗马时代晚期的文物。博物馆有7个展厅，面积约500平米，对外展出的文物仅占博物馆全部收藏的一小部分。

## 历史

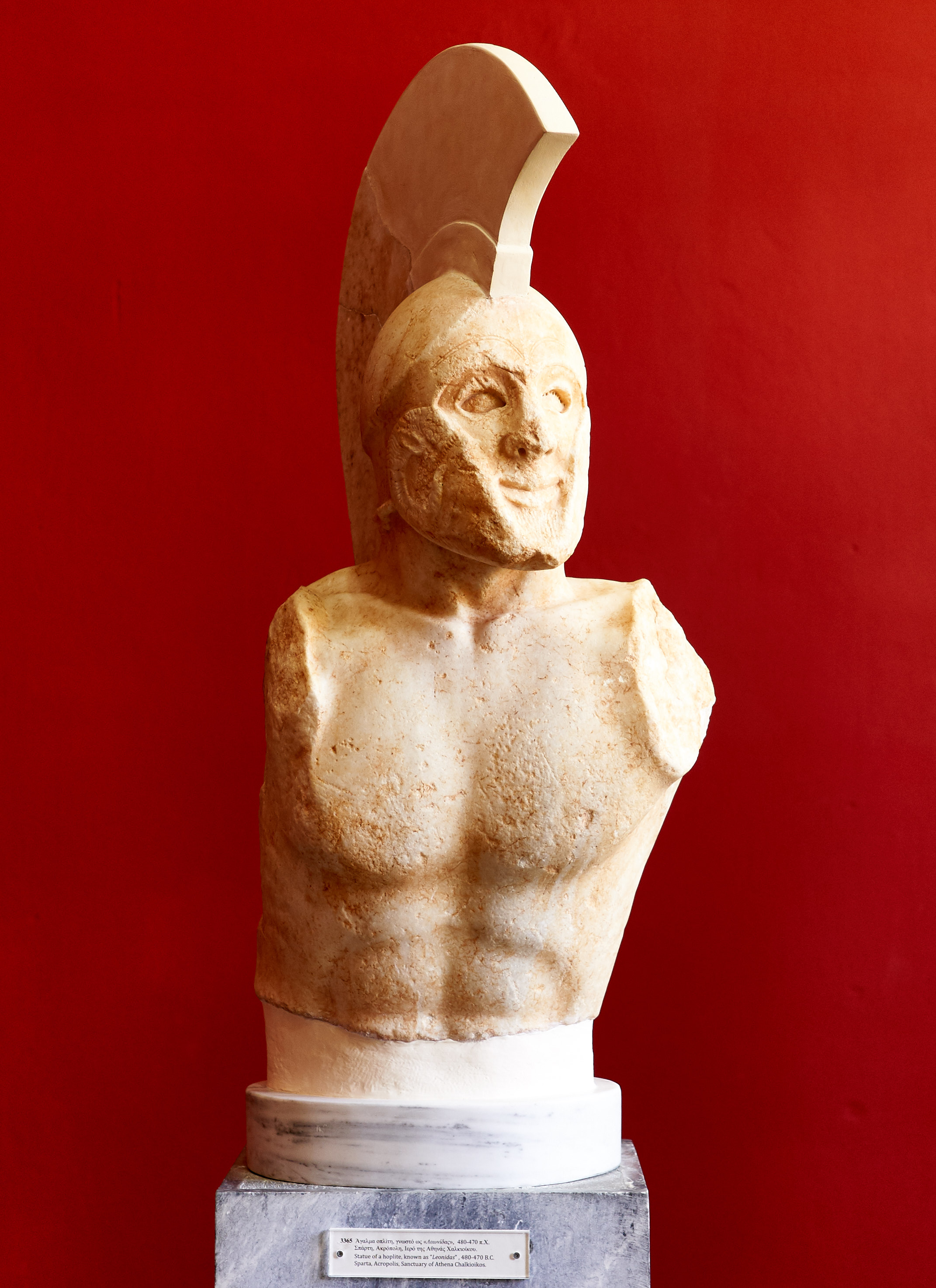
博物馆收藏的所谓列奥尼达一世的雕像，完成于公元前5世纪

该博物馆是希腊最古老的考古博物馆之一。但在开业多年后，它却一直处于疏于管理的状态，目前博物馆的大部分文物都存放在仓库里。
2020年7月，希腊文化和体育部长莉娜·门多尼批准了建造新斯巴达考古博物馆并翻新现有博物馆的计划。该计划得到了Stavros Niarchos 基金会的大力资助和支持。

## 收藏
博物馆内藏有拉科尼亚地区周围发掘的文物，这些文物不属于吉西翁或尼亚波利斯考古博物馆的藏品。
- 一号展厅：罗马时代的石碑。
- 二号展厅：来自阿耳忒弥斯·奥提亚神殿的文物。
- 三号展厅：罗马时代的纪念性雕塑和肖像画。
- 四号展厅：来自大拉科尼亚区的史前时期的文物。
- 五号展厅：罗马时代的马赛克作品。
- 六号展厅：阿米克赖城阿波罗神庙的建筑部分，也是博物馆藏品的主要部分。
- 七号展厅：拉科尼亚地区发现的雕塑。[2]